# Al-Fajr (Literaturzeitschrift)
Das ägyptische Literaturmagazin al-Fajr (arabisch الفجر, DMG al-Faǧr, ‚Die Morgendämmerung‘) erschien wöchentlich zwischen 1934 und 1935 in Kairo. Es wurden zwei Jahrgänge mit insgesamt 18 Ausgaben herausgegeben.
Eine Gruppe junger Schriftsteller der al-Madrasa al-Haditha („Modernist School“), zu denen unter anderem Mahmoud Taymour (1894–1973), Mahmoud Tahir Laasheen (1894–1954), Yahya Haqqy (1905–1993) und Husayn Fawzy (1900–1988) gehörten, gelten als die Gründer der Zeitschrift. Einige von ihnen steigerten ihren Bekanntheitsgrad inner- und außerhalb Ägyptens durch die Veröffentlichung ihrer Werke in der al-Fajr.
Das erklärte Ziel der Zeitschrift war generell die Renaissance der ägyptischen Literaturszene und insbesondere die „intellektuelle Unabhängigkeit“.